# Stenospermation andreanum
Stenospermation andreanum är en kallaväxtart som beskrevs av Adolf Engler. Stenospermation andreanum ingår i släktet Stenospermation och familjen kallaväxter. Inga underarter finns listade.